# Goetzenbruck
Goetzenbruck (deutsch Götzenbrück, lothringisch Getzebrikk) ist eine französische Gemeinde mit 1464 Einwohnern (Stand 1. Januar 2022) im Département Moselle in der Region Grand Est (bis 2015 Lothringen). Sie gehört zum Arrondissement Sarreguemines, zum Kanton Bitche und ist Teil des grenzübergreifenden Biosphärenreservates Pfälzerwald-Nordvogesen.

## Geografie
Goetzenbruck liegt im Süden des Bitscher Landes am Rand eines Hochplateaus. In Richtung Westen fließt der Moderbach ab, in Richtung Osten der Breidenbach. Goetzenbruck hat einen Anteil am Biosphärenreservat Pfälzerwald-Vosges du Nord. Die Gemeindegemarkung ist sehr zerklüftet: im Süden ist das Gemeindegebiet des elsässischen Wingen-sur-Moder nur einen Steinwurf weit entfernt, jedoch durch einen schmalen Streifen der Gemeinde Meisenthal getrennt, im Osten schließt sich die Gemeinde Saint-Louis-lès-Bitche an und im Norden für ein kurzes Stück Lemberg. Im Osten verläuft die Grenze zum tief in den Wäldern der in Frankreich so genannten Nordvogesen versteckten Nachbargemeinde Mouterhouse mit mehreren Vor- und Rücksprüngen. Der Ortsteil Saareinsberg schließt sich unmittelbar östlich an, der Ortsteil Althorn liegt im südöstlichsten Zipfel der Gemeinde.

## Geschichte
Goetzenbruck wurde 1721 als Gotzbruck durch den Glasmacher Jean-Baptiste Poncet aus Meisenthal gegründet. Der Name soll auf eine Brückenfigur zurückzuführen sein. Herzog Leopold von Lothringen vermachte den Glasmachern das holzreiche Gebiet, um ihre expandierende, für das Herzogtum wichtige Industrie ausbauen zu können. Vom 6. Februar 1945 bis Ende März 1945 war die Bevölkerung ins Krumme Elsass evakuiert und die Gemeindeverwaltung provisorisch nach Bistroff verlegt. Nachdem der Ort bereits am 6. Dezember 1944 durch die US-Army  befreit worden war, war es in den folgenden Monaten immer wieder zu schweren Bombenangriffen gekommen. – Der Ortsteil Althorn wurde bereits im Jahr 873 erstmals als Horone erwähnt. Es gehörte dem Kloster Weißenburg. Der Ort fiel später öd und wurde nach dem Dreißigjährigen Krieg um die alte Kapelle herum wieder besiedelt. Hier gab es einst auch ein Schlösschen der Lothringer Herzöge. – Der unmittelbar an Goetzenbruck angrenzende heutige Ortsteil Saareinsberg wurde 1746 unter dem Namen Mont-Royal gegründet. Aufgrund seiner geografischen Lage auf der Wasserscheide zwischen Rhein und Saar benannte man Mont-Royal im Jahr 1793 in Saar-Rheins-Berg um. Wie Althorn gehört er erst seit 1946 zu Goetzenbruck. Beide Siedlungen waren zuvor Mouterhouse zugeordnet. – Politisch gehörte Goetzenbruck ab 1790 zum heute nicht mehr bestehenden Kanton Lemberg und seit 1802 zum Kanton Bitche.

### Bevölkerungsentwicklung
| Jahr      | 1962 | 1968 | 1975 | 1982 | 1990 | 1999 | 2007 | 2019 |
| Einwohner | 1905 | 1979 | 1899 | 1759 | 1720 | 1751 | 1708 | 1494 |

## Wirtschaft und Verkehr

### Wirtschaft
Goetzenbruck ist entstanden aus der Glasmacherei, die bis heute eine dominierende wirtschaftliche Rolle spielt. 1721 hatte Jean-Georges Poncet, Glasmacher aus Meisenthal, vom Lothringer Herzog Wald an der Götzenbrücke erhalten, um hier eine neue Betriebsstätte zu errichten. Früh spezialisierte man sich auf die Fabrikation von Uhrenglas, allerdings waren im 19. Jahrhundert auch gläserne Statuetten der heiligen Jungfrau mit dem Kinde ein Verkaufsschlager. Seit 1925 stellte die Fertigung von Brillengläsern den Schwerpunkt dar. Schon damals wurden auch hochwertige Spezialgläser für industriellen und Laboratoriumsbedarf hergestellt. Letztere sind heute die wichtigsten Produkte, die am Standort Goetzenbruck der Sola Industries Optiques erzeugt werden.

### Verkehr
Goetzenbruck liegt an der Départementsstraße D 37 Bitsch–Wimmenau(–Ingwiller). 

## Kultur und Sehenswürdigkeiten
- Croix de guerre (Kriegskreuz) zur Erinnerung an den Zweiten Weltkrieg.
- Die Anlagen der Glasmanufaktur von 1721.
- Kapelle der Glasmacher nördlich des Werks. Der erste Bau wurde bereits 1724 für die Arbeiter der Glasmanufaktur errichtet. 1807 veranlassten die Werksbesitzer eine Restaurierung. 1978 wurde die Kapelle schließlich in die Liste der nationalen Kulturgüter aufgenommen und vor dem völligen Verfall gerettet. Die einschiffige Kapelle steht architektonisch in der Tradition des Kirchenbaus im Bitscher Land. Der Chor ist polygonal angelegt.
- Neugotische Kirche der Heimsuchung (de la Visitation): mit dem Aufblühen des Ortes durch die Glasindustrie und dem damit verbundenen Bevölkerungswachstum wurde Goetzenbruck, das zuvor kirchlich zu Soucht gehörte, 1802 selbständige Pfarrei. Da die kleine Kapelle nicht mehr ausreichte, wurde von 1863 bis 1866 eine großzügige Kirche gebaut, die die Ortschaft seitdem dominiert. Architekt Desganges aus Saargemünd war von der Gotik des 13. Jahrhunderts inspiriert, was sich u. a. in der großen, filigran gearbeiteten Fensterrose über dem Westportal widerspiegelt.
- Zahlreiche Bürgerhäuser vom Anfang des 19. Jahrhunderts an der Nord-Süd-Hauptachse, darunter die ehemalige Poststation von 1789.

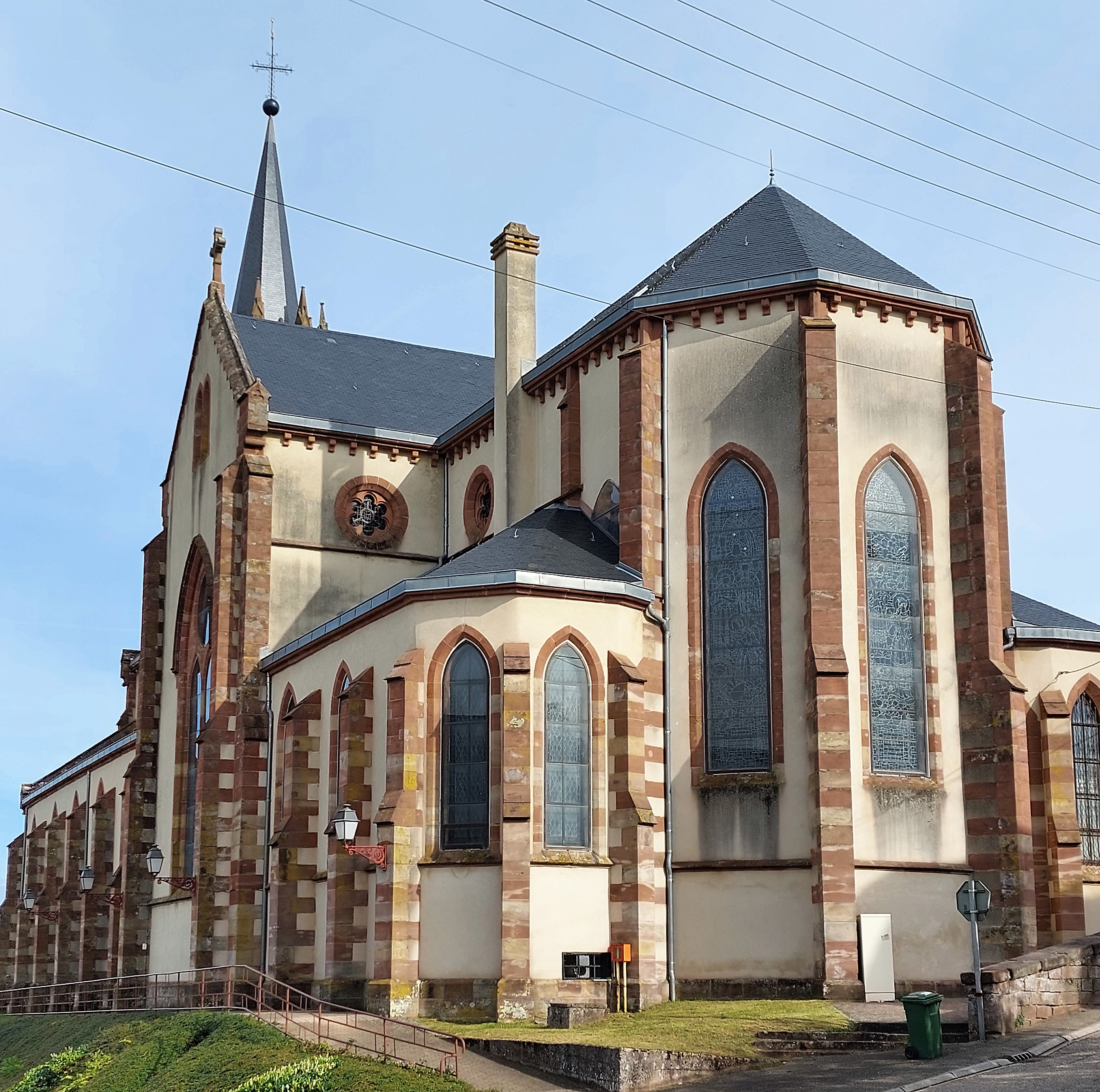
Kirche der Heimsuchung
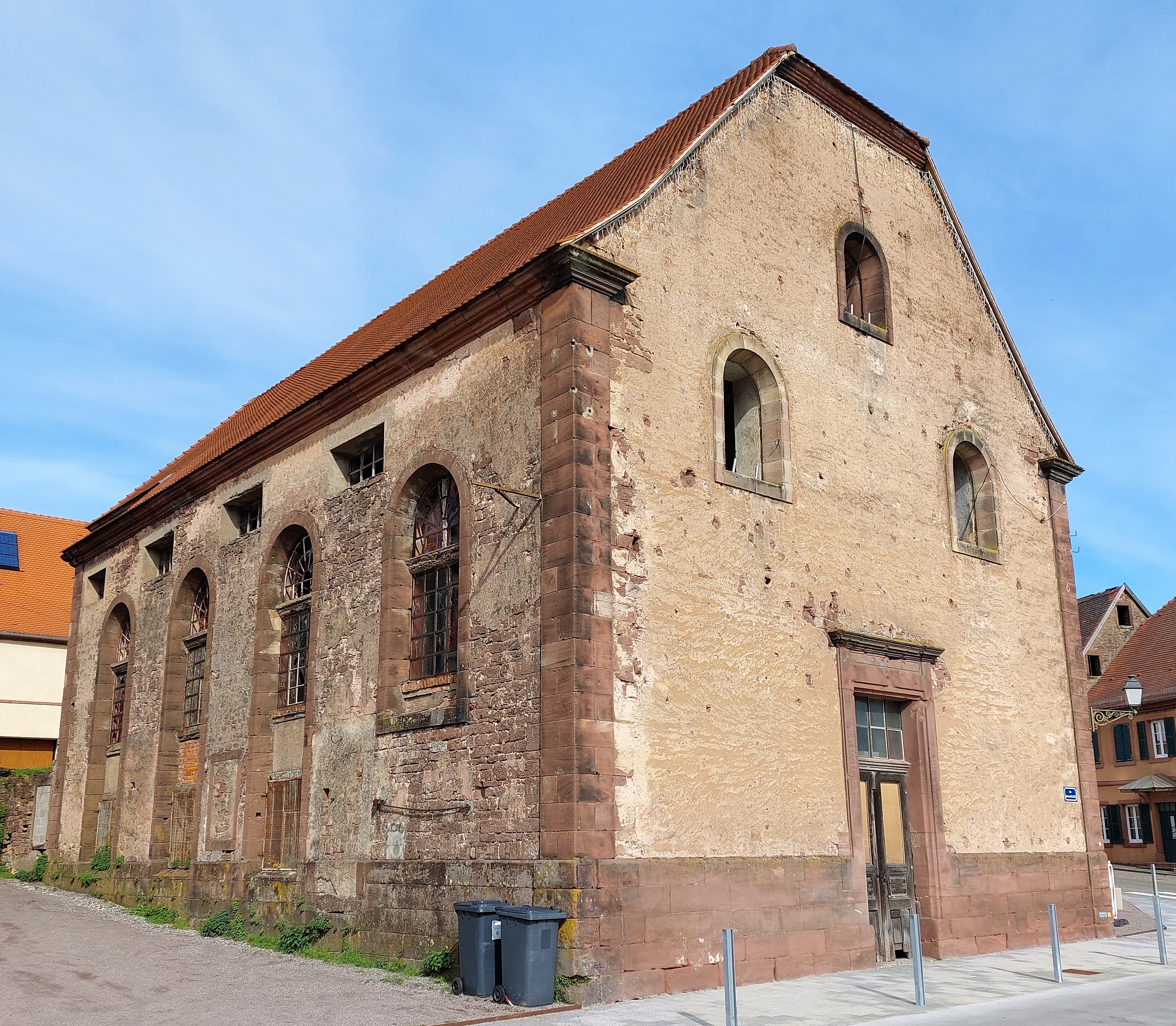
Kapelle der Glashütte
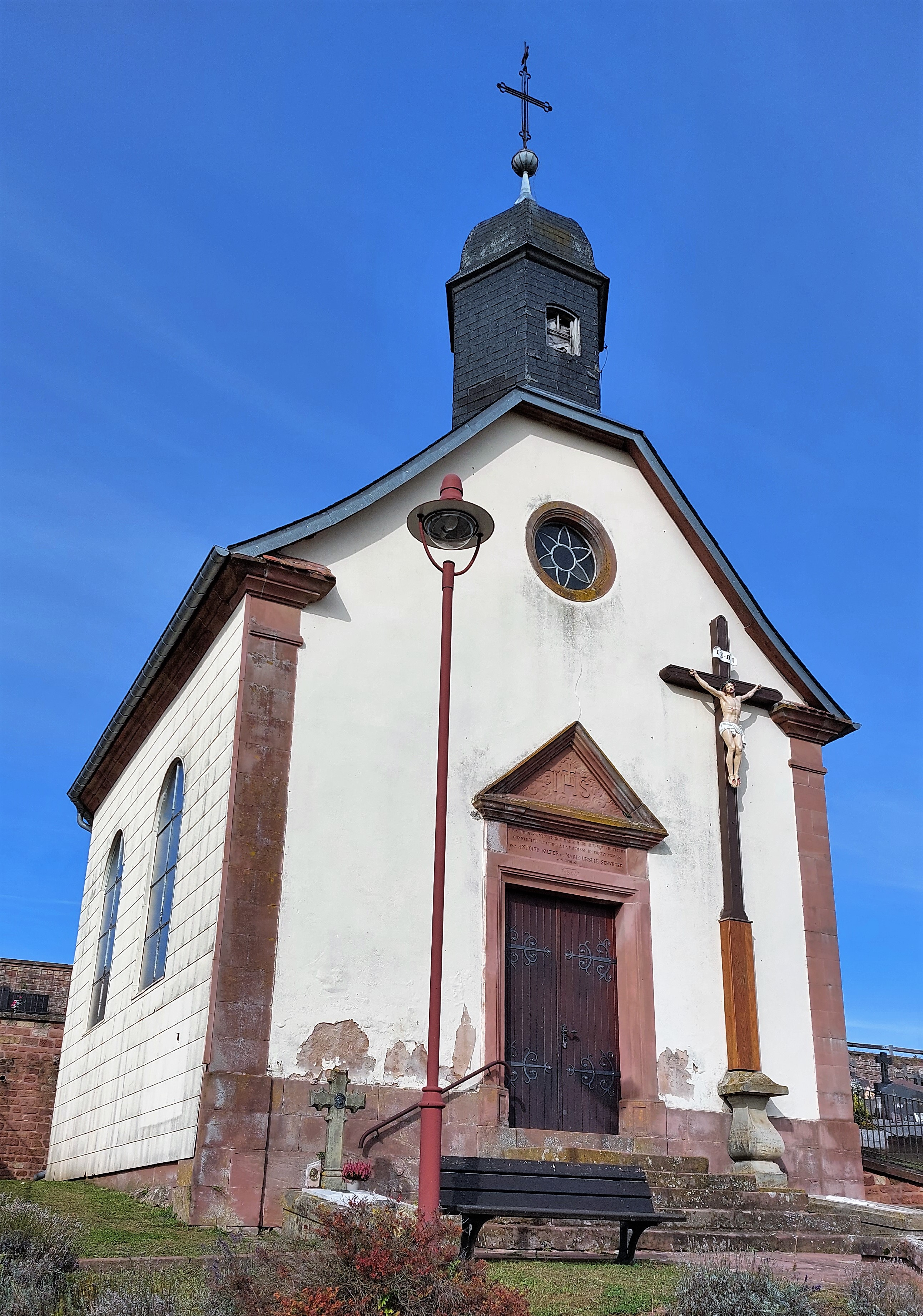
Friedhofskapelle
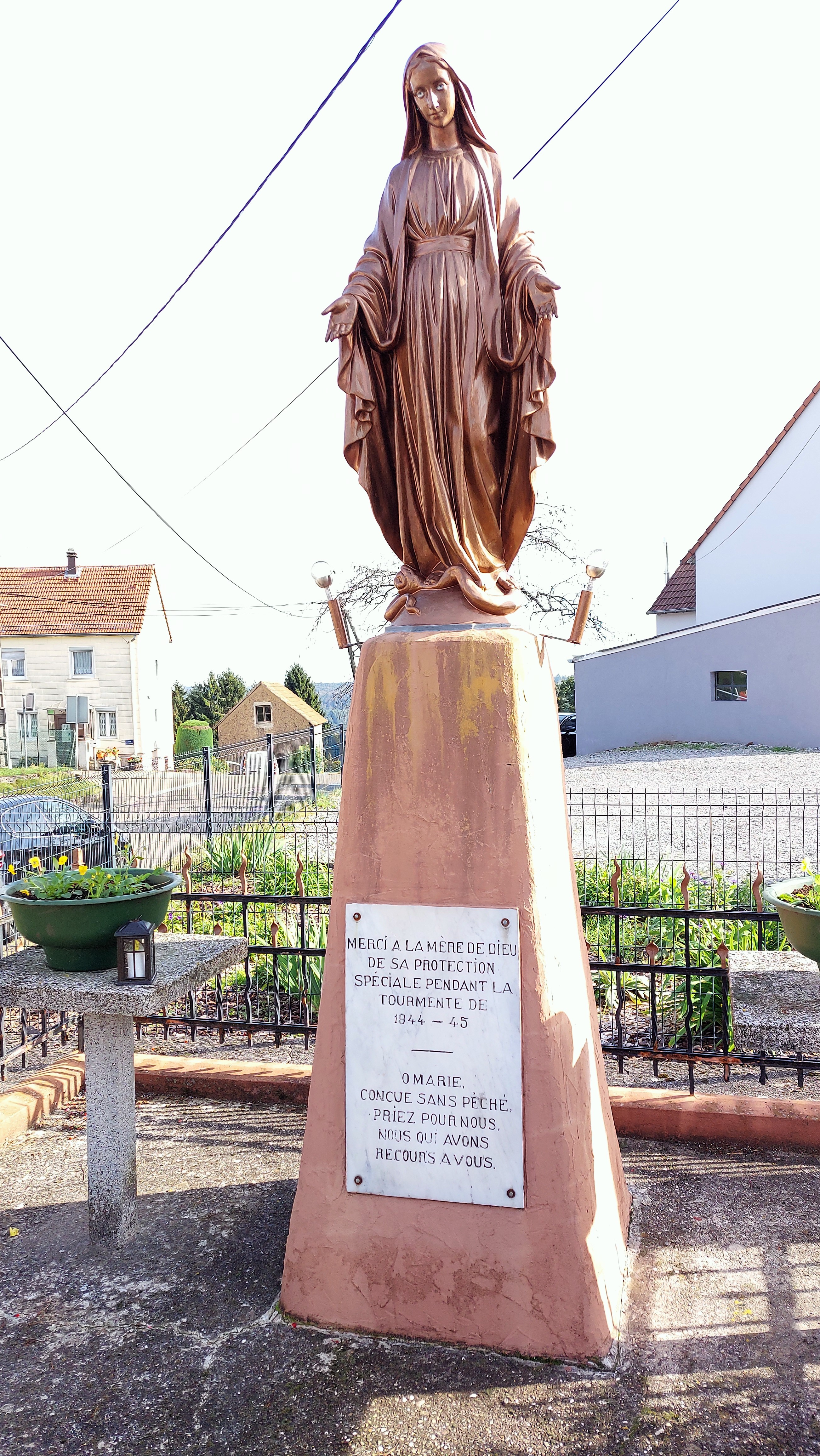
Marienstatue
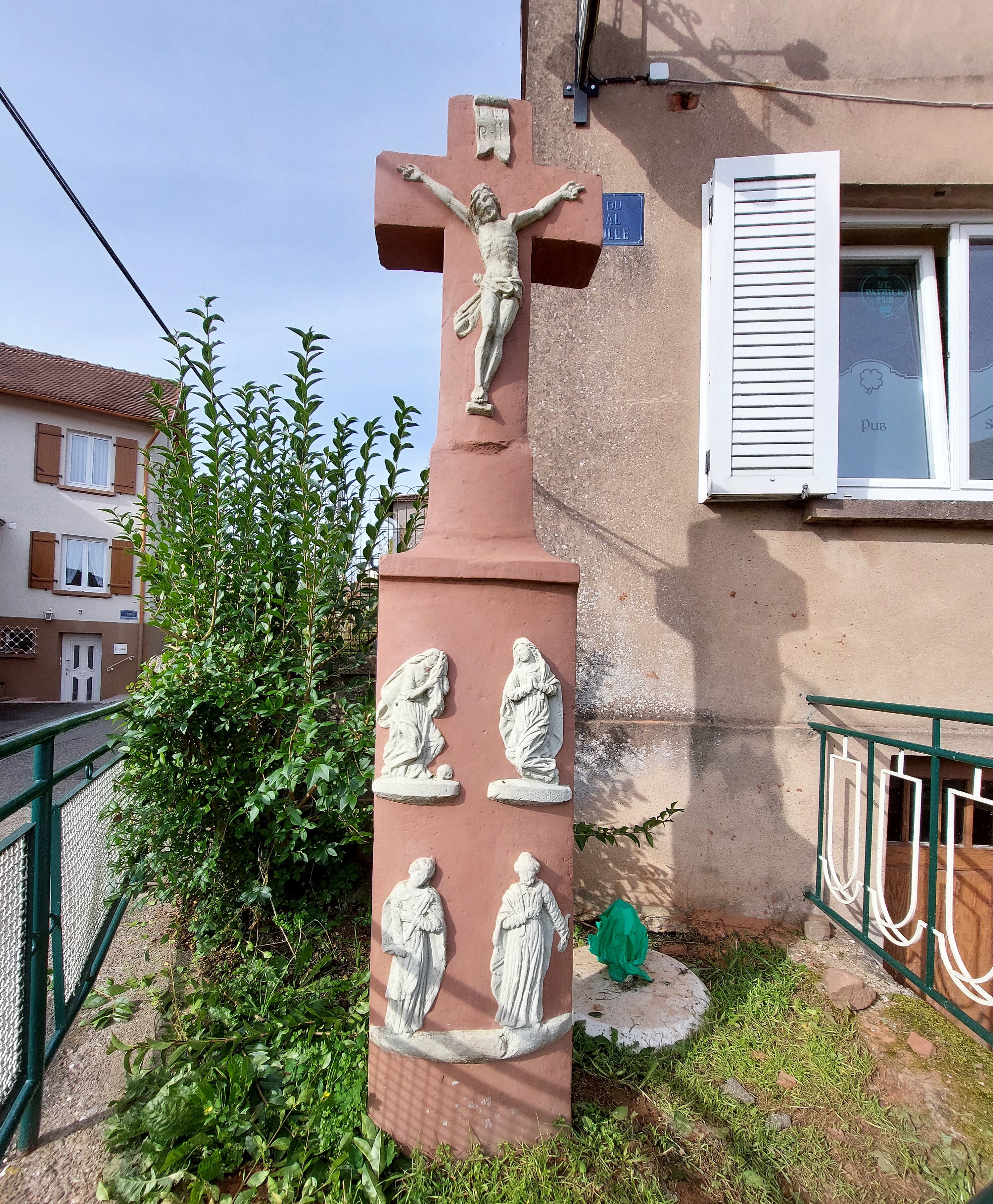
Eines der Calvaires
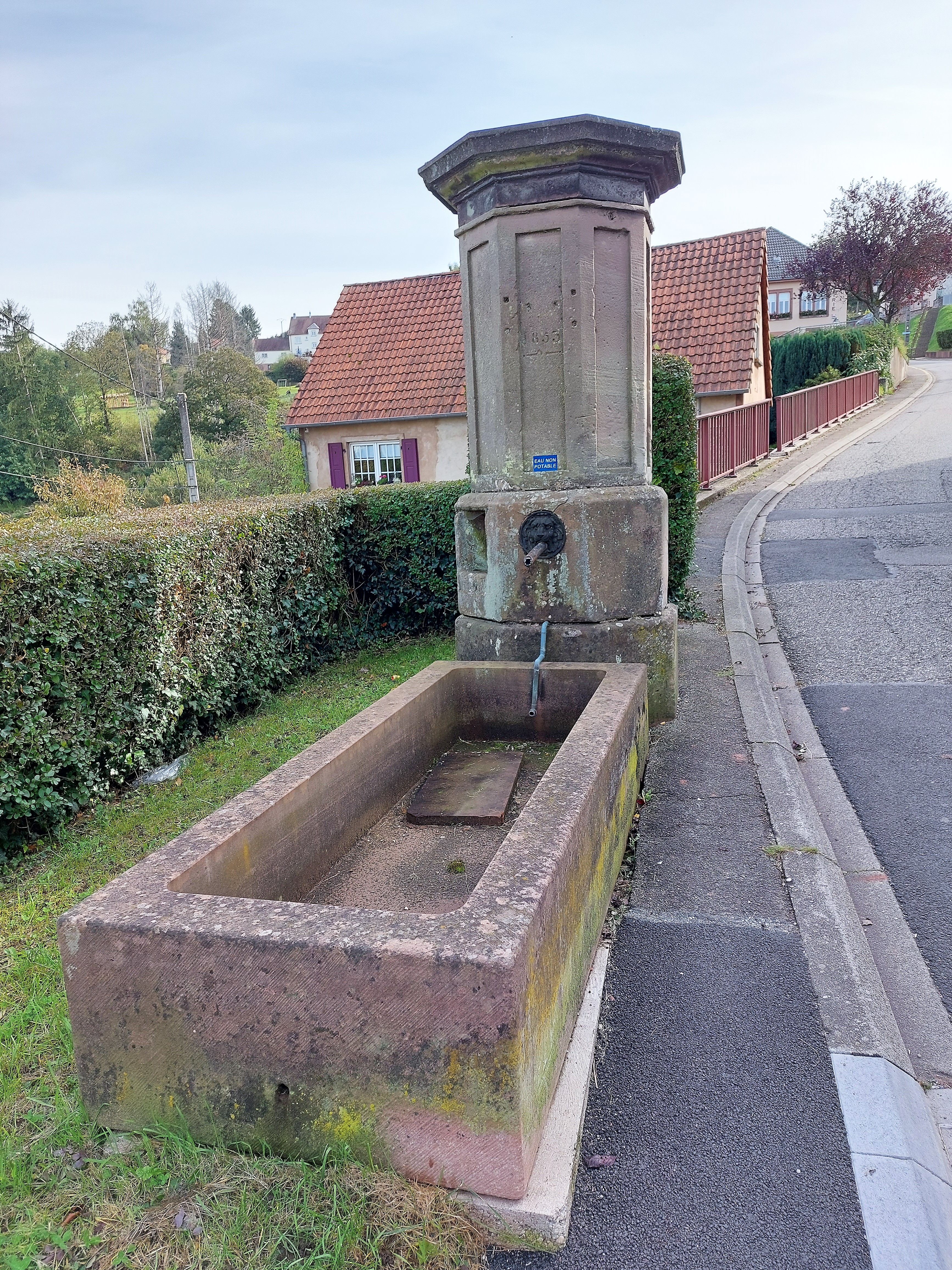
Brunnen und ehemalige Viehtränke